# Свети Петер (Коморан)
Свети Петер (слч. Svätý Peter, мађ. Komáromszentpéter) насељено је мјесто са административним статусом сеоске општине (слч. obec) у округу Коморан, у Њитранском крају, Словачка Република.

## Становништво
| Година:    | 1994. | 2004.   | 2014.   | 2024.   |
| ---------- | ----- | ------- | ------- | ------- |
| Број људи: | 2636  | 2611    | 2745    | 2700    |
| Разлика:   |       | -0,94 % | +5,13 % | -1,63 % |

| Година:    | 2023. | 2024.   |
| ---------- | ----- | ------- |
| Број људи: | 2708  | 2700    |
| Разлика:   |       | -0,29 % |

Према подацима о броју становника из 2011. године насеље је имало 2.730 становника.